# Lista de bairros de Porto Alegre
Este anexo lista e fornece alguns dados a respeito dos 94 bairros oficiais da cidade de Porto Alegre, capital do estado brasileiro do Rio Grande do Sul. A tabela abaixo pode ser reordenada por qualquer uma de suas colunas.

## Informações gerais
Foi a partir da década de 1950 que começaram a ser instituídas as leis de denominação e delimitação dos bairros de Porto Alegre. A Lei n.° 1.762 de 23 de julho de 1957, a primeira de todas, reconheceu o bairro Medianeira. Posteriormente veio a Lei n.° 2.022 que, além de criar as delimitações do Centro Histórico, reconheceu outros 57 bairros, consagrando assim as denominações já utilizadas pela população porto-alegrense.
Os quatro bairros mais populosos de Porto Alegre são o Rubem Berta (87.367 habitantes), o Sarandi (59.707 habitantes), a Restinga (51.569 habitantes) e a Lomba do Pinheiro (51.415 habitantes).
Com o crescimento da cidade, entre 1963 e 1998, outros 20 bairros foram criados por leis específicas. Entre 2009 e 2011, surgiram oficialmente os bairros Jardim Isabel, Campo Novo e Chapéu do Sol.

### Atualização em 2016
Em 22 de agosto de 2016, foi promulgada a Lei nº 12.112, que estabelece os bairros que integram o território do Município de Porto Alegre. A nova lei teve origem em anteprojeto apresentado pela Secretaria do Planejamento Municipal em 2012, com objetivo de consolidar, e eventualmente rever, as denominações e a descrição dos limites geográficos de todos os bairros da cidade.
As adequações aprovadas buscam eliminar problemas como as divergências de interpretação, facilitando assim o entendimento dos limites dos bairros por parte de moradores, usuários e prestadores de serviços. A Lei de Bairros de 2016  extinguiu bairros como Jardim Itu-Sabará e criou bairros novos, como: Jardim Itú, Jardim Sabará, Santa Rosa de Lima, Parque Santa Fé, Costa E Silva, Jardim Dona Leopoldina, Morro Santana, Passo das Pedras, Sétimo Céu, Aberta dos Morros, Pitinga, Extrema e São Caetano.

## Lista
| Bairro                  | Data de Criação | Área     | População 2010 | Tx Cresc Pop 91-00 | Densidade    | Renda média por domicílio | Nota     |
| ----------------------- | --------------- | -------- | -------------- | ------------------ | ------------ | ------------------------- | -------- |
| Aberta dos Morros       | 21 dez 2015     |          |                | N/A                |              |                           |          |
| Agronomia               | 21 set 1976     | 1241 ha  | 12222          | 19,24% a.a.        | 8,6 hab/ha   | 3,98 SM/mês               | (1)      |
| Anchieta                | 7 dez 1959      | 84 ha    | 203            | 0,51% a.a.         | 2,4 hab/ha   | 8,41 SM/mês               |          |
| Arquipélago             | 7 dez 1959      | 4718 ha  | 5061           | 9,32% a.a.         | 1,1 hab/ha   | 2,96 SM/mês               |          |
| Auxiliadora             | 7 dez 1959      | 82 ha    | 9985           | -0,25% a.a.        | 121,8 hab/ha | 19,57 SM/mês              |          |
| Azenha                  | 7 dez 1959      | 126 ha   | 13449          | -1,52% a.a.        | 106,7 hab/ha | 10,73 SM/mês              | (2)      |
| Bela Vista              | 7 dez 1959      | 92 ha    | 9621           | 2,64% a.a.         | 104,6 hab/ha | 34,68 SM/mês              |          |
| Belém Novo              | 12 set 1991     | 2925 ha  | 13787          | 2,49% a.a.         | 4,7 hab/ha   | 4,49 SM/mês               | (3)      |
| Belém Velho             | 24 dez 1980     | 866 ha   | 7876           | 4,09% a.a.         | 9,1 hab/ha   | 4,94 SM/mês               |          |
| Boa Vista               | 7 dez 1959      | 160 ha   | 8691           | 0,74% a.a.         | 54,3 hab/ha  | 25,76 SM/mês              |          |
| Boa Vista do Sul        | 22 ago 2016     | 160 ha   | 2309           | N/A                | 14,4 hab/ha  | 2,28 SM/mês               |          |
| Bom Jesus               | 15 dez 1986     | 179 ha   | 28229          | 2,82% a.a.         | 157,7 hab/ha | 3,97 SM/mês               | (4)      |
| Bom Fim                 | 7 dez 1959      | 38 ha    | 11351          | -0,35% a.a.        | 298,7 hab/ha | 15,80 SM/mês              |          |
| Camaquã                 | 7 dez 1959      | 224 ha   | 21723          | -0,56% a.a.        | 97,0 hab/ha  | 6,65 SM/mês               |          |
| Campo Novo              | 11 mar 2011     | 592 ha   | 7652           |                    | 12,9 hab/ha  | 4,7 SM/mês                |          |
| Cascata                 | 21 dez 1963     | 691 ha   | 24130          | 2,10% a.a.         | 34,9 hab/ha  | 3,17 SM/mês               | (5)      |
| Cavalhada               | 7 dez 1959      | 357 ha   | 19854          | 0,14% a.a.         | 55,6 hab/ha  | 7,48 SM/mês               |          |
| Centro                  | 7 dez 1959      | 228 ha   | 36862          | -1,76% a.a.        | 161,7 hab/ha | 12,61 SM/mês              | (2)      |
| Chácara das Pedras      | 7 dez 1959      | 102 ha   | 7034           | 1,24% a.a.         | 69,0 hab/ha  | 20,68 SM/mês              |          |
| Chapéu do Sol           | 11 mar 2011     |          |                | N/A                |              |                           |          |
| Cidade Baixa            | 7 dez 1959      | 79 ha    | 16634          | -1,72% a.a.        | 210,6 hab/ha | 11,20 SM/mês              | (2)      |
| Coronel Aparício Borges | 7 dez 1959      | 278 ha   | 22786          | 2,93% a.a.         | 82,0 hab/ha  | 4,33 SM/mês               |          |
| Costa e Silva           | 22 ago 2016     |          | 15842          |                    |              |                           |          |
| Cristal                 | 7 dez 1959      | 270 ha   | 21054          | -0,22% a.a.        | 78,0 hab/ha  | 8,53 SM/mês               |          |
| Cristo Redentor         | 7 dez 1959      | 148 ha   | 16103          | 0,65% a.a.         | 108,8 hab/ha | 10,61 SM/mês              |          |
| Espírito Santo          | 7 dez 1959      | 174 ha   | 5734           | 1,09% a.a.         | 33,0 hab/ha  | 11,02 SM/mês              |          |
| Extrema                 | 22 ago 2016     |          | 1981           | N/A                |              |                           |          |
| Farrapos                | 17 nov 1988     | 165 ha   | 17019          | 2,68% a.a.         | 103,1 hab/ha | 3,00 SM/mês               |          |
| Farroupilha             | 7 dez 1959      | 57 ha    | 1101           | -1,37% a.a.        | 19,3 hab/ha  | 16,66 SM/mês              |          |
| Floresta                | 7 dez 1959      | 167 ha   | 14941          | -5,73% a.a.        | 89,5 hab/ha  | 12,39 SM/mês              |          |
| Glória                  | 7 dez 1959      | 105 ha   | 8809           | -0,34% a.a.        | 83,9 hab/ha  | 10,37 SM/mês              | (6)      |
| Guarujá                 | 7 dez 1959      | 126 ha   | 2589           | 2,23% a.a.         | 20,5 hab/ha  | 12,62 SM/mês              |          |
| Higienópolis            | 7 dez 1959      | 103 ha   | 9096           | 0,11% a.a.         | 88,3 hab/ha  | 17,53 SM/mês              |          |
| Hípica                  | 12 set 1991     | 447 ha   | 10363          | 3,11% a.a.         | 23,2 hab/ha  | 4,85 SM/mês               |          |
| Humaitá                 | 17 nov 1988     | 417 ha   | 10470          | -0,31% a.a.        | 25,1 hab/ha  | 6,00 SM/mês               |          |
| Independência           | 7 dez 1959      | 40 ha    | 6407           | -1,58% a.a.        | 160,2 hab/ha | 21,98 SM/mês              |          |
| Ipanema                 | 7 dez 1959      | 398 ha   | 16877          | 3,12% a.a.         | 42,4 hab/ha  | 16,94 SM/mês              |          |
| Jardim Botânico         | 7 dez 1959      | 203 ha   | 11494          | -0,58% a.a.        | 56,6 hab/ha  | 12,32 SM/mês              |          |
| Jardim Carvalho         | 21 nov 1990     | 253 ha   | 25915          | 1,37% a.a.         | 102,4 hab/ha | 5,31 SM/mês               |          |
| Jardim Dona Leopoldina  | 21 dez 2015     |          |                |                    |              |                           |          |
| Jardim Floresta         | 7 dez 1959      | 64 ha    | 3822           | -0,94% a.a.        | 59,7 hab/ha  | 9,78 SM/mês               |          |
| Jardim Isabel           | 9 jul 2009      |          |                | N/A                |              |                           |          |
| Jardim Itu-Sabará       | 29 out 1968     | 457 ha   | 31127          | -1,13% a.a.        | 68,1 hab/ha  | 9,17 SM/mês               | (9)      |
| Jardim Itu              | 22 ago 2016     |          | 17853          | N/A                |              |                           | (9)      |
| Jardim Sabará           | 22 ago 2016     |          | 18016          | N/A                |              |                           | (9)      |
| Jardim Lindóia          | 7 dez 1959      | 79 ha    | 7334           | 0,72% a.a.         | 92,8 hab/ha  | 20,99 SM/mês              |          |
| Jardim do Salso         | 31 jan 1990     | 93 ha    | 5143           | 1,59% a.a.         | 55,3 hab/ha  | 11,44 SM/mês              |          |
| Jardim São Pedro        | 7 dez 1959      | 92 ha    | 3998           | -1,00% a.a.        | 43,5 hab/ha  | 10,31 SM/mês              |          |
| Lageado                 | 1 out 1992      | 2717 ha  | 3425           | -1,55% a.a.        | 1,3 hab/ha   | 3,53 SM/mês               |          |
| Lami                    | 12 set 1991     | 2408 ha  | 2699           | 3,75% a.a.         | 1,1 hab/ha   | 4,04 SM/mês               |          |
| Lomba do Pinheiro       | 8 jan 1997      | 2455 ha  | 30388          | 1,54% a.a.         | 12,4 hab/ha  | 2,92 SM/mês               |          |
| Marcílio Dias           | 7 dez 1959      | 124 ha   | 598            | 15,94% a.a.        | 4,8 hab/ha   | 1,51 SM/mês               | (7) (10) |
| Mário Quintana          | 22 dez 1998     | 678 ha   | 21848          | 4,29% a.a.         | 32,2 hab/ha  | 2,45 SM/mês               |          |
| Medianeira              | 23 jul 1957     | 140 ha   | 12428          | -0,82% a.a.        | 88,8 hab/ha  | 10,10 SM/mês              | (2)      |
| Menino Deus             | 7 dez 1959      | 215 ha   | 29577          | -0,27% a.a.        | 137,6 hab/ha | 15,60 SM/mês              | (2)      |
| Moinhos de Vento        | 7 dez 1959      | 82 ha    | 8067           | -0,09% a.a.        | 98,4 hab/ha  | 29,33 SM/mês              |          |
| Mont'Serrat             | 7 dez 1959      | 79 ha    | 10236          | 0,31% a.a.         | 129,6 hab/ha | 24,07 SM/mês              |          |
| Morro Santana           | 22 ago 2016     |          |                | N/A                |              |                           |          |
| Navegantes              | 7 dez 1959      | 174 ha   | 4475           | -3,98% a.a.        | 25,7 hab/ha  | 7,07 SM/mês               | (8)      |
| Nonoai                  | 7 dez 1959      | 460 ha   | 32222          | 0,92% a.a.         | 70,0 hab/ha  | 7,18 SM/mês               |          |
| Parque Santa Fé         | 22 ago 2016     |          | 6376           | N/A                |              |                           |          |
| Partenon                | 15 dez 1986     | 570 ha   | 47460          | -0,03% a.a.        | 83,3 hab/ha  | 7,54 SM/mês               | (4)      |
| Passo D'Areia           | 7 dez 1959      | 244 ha   | 21968          | 0,36% a.a.         | 94,6 hab/ha  | 9,96 SM/mês               |          |
| Passo das Pedras        | 21 dez 2015     | 379 ha   |                | N/A                |              |                           |          |
| Pedra Redonda           | 7 dez 1959      | 47 ha    | 316            | 0,14% a.a.         | 6,7 hab/ha   | 21,23 SM/mês              |          |
| Petrópolis              | 7 dez 1959      | 333 ha   | 35069          | -0,32% a.a.        | 105,3 hab/ha | 20,37 SM/mês              |          |
| Pitinga                 | 22 ago 2016     | 870 ha   | 4352           | N/A                | 500 hab/ha   |                           |          |
| Ponta Grossa            | 12 set 1991     | 933 ha   | 3290           | 7,53% a.a.         | 3,5 hab/ha   | 5,25 SM/mês               | (3)      |
| Praia de Belas          | 7 dez 1959      | 204 ha   | 1869           | -0,25% a.a.        | 9,2 hab/ha   | 12,30 SM/mês              |          |
| Restinga                | 8 jan 1990      | 2149 ha  | 50020          | 4,53% a.a.         | 23,3 hab/ha  | 3,03 SM/mês               |          |
| Rio Branco              | 7 dez 1959      | 136 ha   | 19069          | -1,11% a.a.        | 140,2 hab/ha | 20,50 SM/mês              |          |
| Rubem Berta             | 9 jul 1968      | 851 ha   | 78624          | 1,03% a.a.         | 92,4 hab/ha  | 4,05 SM/mês               |          |
| Santa Cecília           | 7 dez 1959      | 60 ha    | 5800           | -1,24% a.a.        | 96,7 hab/ha  | 14,53 SM/mês              |          |
| Santa Maria Goretti     | 25 dez 1963     | 77 ha    | 4132           | -1,95% a.a.        | 53,7 hab/ha  | 8,54 SM/mês               |          |
| Santa Rosa de Lima      | 22 ago 2016     | 548 ha   | 35333          | N/A                | 64,5 hab/ha  |                           |          |
| Santa Tereza            | 7 dez 1959      | 454 ha   | 47175          | 1,33% a.a.         | 103,9 hab/ha | 5,78 SM/mês               |          |
| Santana                 | 7 dez 1959      | 149 ha   | 21221          | -1,17% a.a.        | 142,4 hab/ha | 13,93 SM/mês              |          |
| Santo Antônio           | 7 dez 1959      | 129 ha   | 14392          | -0,28% a.a.        | 111,6 hab/ha | 11,03 SM/mês              |          |
| São Caetano             | 22 ago 2016     |          | 757            | N/A                |              |                           |          |
| São Geraldo             | 7 dez 1959      | 144 ha   | 8692           | 5,18% a.a.         | 60,4 hab/ha  | 8,29 SM/mês               |          |
| São João                | 7 dez 1959      | 492 ha   | 13238          | 1,50% a.a.         | 26,9 hab/ha  | 12,14 SM/mês              |          |
| Vila São José           | 7 dez 1959      | 212 ha   | 28957          | 0,93% a.a.         | 136,6 hab/ha | 3,60 SM/mês               |          |
| São Sebastião           | 19 jul 1972     | 70 ha    | 6465           | -0,57% a.a.        | 92,4 hab/ha  | 10,12 SM/mês              |          |
| Sarandi                 | 7 dez 1959      | 944 ha   | 60403          | 1,02% a.a.         | 64,0 hab/ha  | 5,01 SM/mês               |          |
| Serraria                | 12 set 1991     | 344 ha   | 5775           | 2,74% a.a.         | 16,8 hab/ha  | 3,92 SM/mês               |          |
| Sétimo Céu              | 22 ago 2016     | 154 ha   | 1329           | N/A                | 8,6 hab/ha   |                           |          |
| Teresópolis             | 7 dez 1959      | 295 ha   | 12844          | 1,05% a.a.         | 43,5 hab/ha  | 10,31 SM/mês              | (6)      |
| Três Figueiras          | 7 dez 1959      | 106 ha   | 3657           | -1,10% a.a.        | 34,5 hab/ha  | 37,00 SM/mês              |          |
| Tristeza                | 7 dez 1959      | 264 ha   | 15125          | 0,70% a.a.         | 57,3 hab/ha  | 14,57 SM/mês              |          |
| Vila Assunção           | 7 dez 1959      | 120 ha   | 4591           | 0,06% a.a.         | 38,3 hab/ha  | 27,74 SM/mês              |          |
| Vila Conceição          | 7 dez 1959      | 35 ha    | 1467           | 0,38% a.a.         | 41,9 hab/ha  | 11,96 SM/mês              |          |
| Vila Ipiranga           | 7 dez 1959      | 520 ha   | 18659          | -0,64% a.a.        | 40,3 hab/ha  | 8,99 SM/mês               |          |
| Vila Jardim             | 7 dez 1959      | 178 ha   | 14251          | 4,65% a.a.         | 80,1 hab/ha  | 5,30 SM/mês               |          |
| Vila João Pessoa        | 7 dez 1959      | 84 ha    | 10522          | -0,23% a.a.        | 125,3 hab/ha | 5,58 SM/mês               |          |
| Vila Nova               | 7 dez 1959      | 1031 ha  | 33145          | 1,46% a.a.         | 32,1 hab/ha  | 5,35 SM/mês               |          |
| Zona Indefinida         | -               | 10290 ha | 115671         | -4,13% a.a.        | 11,2 hab/ha  |                           |          |
| TOTAL                   |                 | 47325 ha | 1360590        | 0,21% a.a.         | 28,7 hab/ha  | 9,74 SM/mês               |          |

## Ligações Externas
- Mapa Oficial (interativo)
- Mapa dos Bairros de Porto Alegre